# Lipschitz-tulajdonság
Azt mondjuk, hogy az {\displaystyle f} valós-valós függvény teljesíti a Lipschitz-tulajdonságot (vagy Lipschitz-folytonos, vagy a matematikus argóban lipschitzes), ha létezik olyan {\displaystyle L} nemnegatív valós szám, amelyre az {\displaystyle f} függvény értelmezési tartományában lévő minden {\displaystyle x} és {\displaystyle y} pontra fennáll az
{\displaystyle \left\vert f(x)-f(y)\right\vert \leq L\cdot \left\vert x-y\right\vert }
egyenlőtlenség.
Lényegében ez azt jelenti, hogy a függvény görbéjének két tetszőleges pontjához húzott szelő nem lehet akármilyen nagy meredekségű, csak {\displaystyle L} és {\displaystyle -L} közötti érték. A függvény tehát nem változhat akármilyen nagyot.
A differenciálegyenletek elméletében a Lipschitz-folytonosság a központi feltétel a Picard–Lindelöf-tételhez, mely a kezdetiérték-probléma megoldásának egyértelmű létezését biztosítja. Egy speciális típusú lipschitzesség, a kontrakció {\displaystyle (L<1)} tulajdonsága fontos szerepet játszik Banach fixponttételében. A Riemann-integrál elméletében az integrálfüggvény karakterisztikus tulajdonságai közül az egyik, hogy az integrálfüggvény Lipschitz-függvény.[forrás?]
A Lipschitz-tulajdonság definiálható mind a normált, mind a metrikus terekben. A Lipschitz-függvények elsőrendű Hölder-függvények, így a Hölder-folytonosság a fogalom egy általánosításának tekinthető.

## Tulajdonságok
Minden korlátos deriváltú, differenciálható függvény Lipschitz-függvény ( {\displaystyle sup|f'|} alkalmas Lipschitz-konstansnak).
Minden {\displaystyle f} Lipschitz-tulajdonságú függvény egyenletesen folytonos (így tehát folytonos is), hiszen tetszőleges {\displaystyle \varepsilon } pozitív számra a {\displaystyle \delta :=\varepsilon /L} olyan, hogy ha {\displaystyle |x-y|<\delta }, akkor:
{\displaystyle |f(x)-f(y)|\leq L|x-y|<L\cdot {\frac {\varepsilon }{L}}=\varepsilon }.
Visszafelé ez nem igaz. A {\displaystyle [0,1]} intervallumon értelmezett {\displaystyle x\mapsto {\sqrt {x}}} függvény ugyanis egyenletesen folytonos Heine-tétel értelmében, de nem lipschitzes, mert a deriváltja – így a szelők meredeksége – akármilyen nagy lehet.
Injektív minden bilipschitzes függvény, azaz olyan függvény, melyre teljesül, hogy létezik {\displaystyle 1\leq L} szám, amivel:
{\displaystyle L^{-1}\cdot |x-y|\leq |f(x)-f(y)|\leq L\cdot |x-y|}.
Hiszen ha {\displaystyle x\neq y}, és {\displaystyle f(x)} mégis egyenlő {\displaystyle f(y)}-nal, akkor az egyenlőtlenség miatt {\displaystyle L^{-1}\cdot |x-y|\leq 0\leq L\cdot |x-y|} és ezt csak az {\displaystyle |x-y|=0} tudja kielégíteni, ami ellentmondás.
Kompakt halmazon értelmezett lokálisan Lipschitz-tulajdonságú függvény (globálisan) Lipschitz-tulajdonságú. (Itt lokálisan lipschitzességen azt értjük, hogy minden pontnak van olyan környezete, ahol a függvény lipschitzes.)
Ha az {\displaystyle f} egy {\displaystyle L} Lipschitz-konstansú függvény a (metrikus-, normált-)tér egy részhalmazán van értelmezve, akkor {\displaystyle f} kiterjeszthető a teljes térre úgy, hogy a kiterjesztés még mindig {\displaystyle L} Lipschitz-konstansú legyen. Speciálisan az {\displaystyle f} értelmezési tartományának lezártjára is kiterjeszthető, ahogy az egyenletesen folytonos függvényekre vonatkozó hasonló tételben is ez történik.
Lebesgue tétele szerint minden intervallumon értelmezett valós-valós Lipschitz-függvény majdnem mindenhol differenciálható. Ennek egy általánosítása, hogy tetszőleges, nyílt halmazon értelmezett többváltozós, valós értékű függvény szintén majdnem mindenhol differenciálható – ez Rademacher tétele.

## Külső hivatkozások
- PlanetMath: Lipschitz function Archiválva 2007. szeptember 27-i dátummal a Wayback Machine-ben
- MathWorld: Lipschitz Function
- Encyclopaedia of Mathematics: Lipschitz condition
- Juha Heinonen: Lectures on lipschitz analysis – PDF